# Lijst van gemeentelijke monumenten in Altena
De gemeente Altena heeft 118 gemeentelijke monumenten. Hieronder een overzicht. 

## Andel
De plaats Andel kent 14 gemeentelijke monumenten:
| Object             | Bouwjaar | Architect | Locatie                              | Coördinaten                  | Nr.     | Afbeelding         |
| ------------------ | -------- | --------- | ------------------------------------ | ---------------------------- | ------- | ------------------ |
| Woonhuis           |          |           | Burgemeester van der Schansstraat 2  | 51° 47' 0" NB, 5° 3' 17" OL  | 1959/29 | Woonhuis           |
| Woonhuis           | ca 1910  |           | Burgemeester van der Schansstraat 16 | 51° 47' 0" NB, 5° 3' 20" OL  | 1959/30 | Woonhuis           |
| Woonhuis           |          |           | Burgemeester van der Schansstraat 59 | 51° 46' 56" NB, 5° 3' 43" OL | 1959/31 | Woonhuis           |
| Woonhuis           | ca 1910  |           | Hoge Maasdijk 30                     | 51° 47' 10" NB, 5° 3' 25" OL | 1959/18 | Woonhuis           |
| Woonhuis           | ca 1905  |           | Hoge Maasdijk 46                     | 51° 47' 2" NB, 5° 3' 35" OL  | 1959/19 | Woonhuis           |
| Boerderij/Woonhuis | ca 1880  |           | Hoge Maasdijk 60                     | 51° 46' 50" NB, 5° 3' 52" OL | 1959/20 | Meer afbeeldingen  |
| Woonhuis           | ca 1920  |           | Hoofdgraaf 17                        | 51° 47' 3" NB, 5° 3' 3" OL   | 1959/21 | Woonhuis           |
| Woonhuis           | ca 1880  |           | Julianastraat 12                     | 51° 47' 5" NB, 5° 3' 17" OL  | 1959/22 | Woonhuis           |
| Woonhuis           | ca 1890  |           | Julianastraat 17                     | 51° 47' 9" NB, 5° 3' 18" OL  | 1959/23 | Woonhuis           |
| Winkel/Woonhuis    | ca 1880  |           | Julianastraat 28                     | 51° 47' 9" NB, 5° 3' 19" OL  | 1959/24 | Winkel/Woonhuis    |
| Woonhuis           | ca 1900  |           | Julianastraat 30                     | 51° 47' 10" NB, 5° 3' 20" OL | 1959/25 | Woonhuis           |
| Woonhuis/Boerderij |          |           | Mr. S. Naayenstraat 32               | 51° 46' 43" NB, 5° 4' 5" OL  | 1959/28 | Meer afbeeldingen  |
| Boerderij          | ca 1880  |           | Mr. S. Naayenstraat 12               | 51° 46' 44" NB, 5° 3' 59" OL | 1959/26 | Boerderij          |
| Woonhuis/Boerderij |          |           | Mr. S. Naayenstraat 28/30            | 51° 46' 43" NB, 5° 4' 3" OL  | 1959/27 | Woonhuis/Boerderij |

## Dussen
De plaats Dussen kent 14 gemeentelijke monumenten:
| Object                            | Bouwjaar   | Architect   | Locatie            | Coördinaten                   | Nr.        | Afbeelding                        |
| --------------------------------- | ---------- | ----------- | ------------------ | ----------------------------- | ---------- | --------------------------------- |
| Woonhuis                          |            |             | Binnen 34          | 51° 44' 9" NB, 4° 58' 42" OL  | 1959/WN001 | Woonhuis                          |
| TBS schuif                        |            |             | Diebracht t.h.v. 4 | 51° 43' 43" NB, 4° 59' 11" OL | 1959/WN002 | Upload foto                       |
| Herberg De Zwaan                  | circa 1890 |             | Dorpsstraat 1      | 51° 43' 45" NB, 4° 57' 46" OL | 1959/WN003 | Herberg De Zwaan                  |
| Smederij                          | 1891       |             | Dorpsstraat 10     | 51° 43' 48" NB, 4° 57' 43" OL | 1959/WN004 | Smederij                          |
| Woonhuis Frank en Vrij            | circa 1930 |             | Dorpsstraat 73     | 51° 43' 55" NB, 4° 57' 20" OL | 1959/WN005 | Woonhuis Frank en Vrij            |
| Langgevelboerderij                | XIXA       |             | Dussendijk 7       | 51° 43' 59" NB, 4° 57' 6" OL  | 1959/WN006 | Meer afbeeldingen                 |
| Boerderij                         | circa 1900 |             | Dussendijk 18      | 51° 44' 11" NB, 4° 56' 54" OL | 1959/WN007 | Boerderij                         |
| Woonhuis Casa Cara in Chaletstijl | 1905-1910  |             | Hoek 12            | 51° 44' 14" NB, 4° 57' 14" OL | 1959/WN008 | Woonhuis Casa Cara in Chaletstijl |
| Appelschuur                       |            |             | Hoek               | 51° 44' 15" NB, 4° 57' 18" OL | 1959/WN009 | Upload foto                       |
|                                   |            |             | Korn 21            | 51° 44' 42" NB, 4° 57' 9" OL  | 1959/WN010 |                                   |
| Woonhuis                          | circa 1890 |             | Korn 55            | 51° 45' 3" NB, 4° 57' 22" OL  | 1959/WN011 | Woonhuis                          |
| Schuur Het Zuideveld              |            |             | Molenkade          | 51° 43' 53" NB, 4° 57' 55" OL | 1959/WN012 | Upload foto                       |
|                                   |            |             | Muilkerk 36        | 51° 44' 15" NB, 4° 57' 30" OL | 1959/WN013 | Meer afbeeldingen                 |
| R.K. O.L. Vrouw Geboortekerk      | 1955       | G.H.M. Holt | Vrijheidsplein 1   | 51° 43' 49" NB, 4° 57' 43" OL | 1959/WN014 | Meer afbeeldingen                 |

## Giessen
De plaats Giessen kent 6 gemeentelijke monumenten:
| Object       | Bouwjaar | Architect | Locatie                                     | Coördinaten                  | Nr.     | Afbeelding   |
| ------------ | -------- | --------- | ------------------------------------------- | ---------------------------- | ------- | ------------ |
| Bedrijfspand | 1877     |           | Burgstraat 2                                | 51° 47' 32" NB, 5° 2' 7" OL  | 1959/11 | Bedrijfspand |
| Woonhuis     | 1920     |           | Burgstraat 3                                | 51° 47' 31" NB, 5° 2' 3" OL  | 1959/12 | Woonhuis     |
| Kerkepaadje  |          |           | Tussen Maasdijk en (ongeveer) de kerkstraat | 51° 47' 31" NB, 5° 2' 14" OL | 1959/1  | Upload foto  |
| Woonhuis     | ca 1900  |           | Maasdijk 17                                 | 51° 47' 36" NB, 5° 2' 5" OL  | 1959/8  | Woonhuis     |
| Boerderij    |          |           | Maasdijk 19                                 | 51° 47' 37" NB, 5° 2' 5" OL  | 1959/9  | Boerderij    |
| Woonhuis     |          |           | Maasdijk 21                                 | 51° 47' 38" NB, 5° 2' 4" OL  | 1959/10 | Woonhuis     |

## Hank
De plaats Hank kent 23 gemeentelijke monumenten, zie de lijst van gemeentelijke monumenten in Hank.

## Nieuwendijk
De plaats Nieuwendijk kent 12 gemeentelijke monumenten:
| Object                          | Bouwjaar        | Architect   | Locatie                             | Coördinaten                   | Nr.        | Afbeelding                      |
| ------------------------------- | --------------- | ----------- | ----------------------------------- | ----------------------------- | ---------- | ------------------------------- |
| Griendwerkers Keet              |                 |             | Bakkerskilweg/Hooge Polderweg bij 3 | 51° 45' 49" NB, 4° 53' 6" OL  | 1959/WN038 | Griendwerkers Keet              |
| Woonhuis                        | circa 1880-1890 |             | Dijkje 3-3a                         | 51° 46' 11" NB, 4° 55' 31" OL | 1959/WN039 | Woonhuis                        |
| Naampalen                       |                 |             | Jannezandweg ong.                   | 51° 44' 27" NB, 4° 52' 2" OL  | 1959/WN040 | Upload foto                     |
| Woonhuis;Schuur                 | circa 1900      |             | Kildijk 98                          | 51° 46' 45" NB, 4° 54' 34" OL | 1959/WN041 | Woonhuis;Schuur                 |
| Boerderij                       | 1915            | C. de Later | Kildijk 102                         | 51° 46' 46" NB, 4° 54' 33" OL | 1959/WN042 | Boerderij                       |
| Hek                             |                 |             | Rijksweg bij 1                      | 51° 45' 22" NB, 4° 55' 27" OL | 1959/WN043 | Hek                             |
| Villa met art-nouveau-elementen | 1916            |             | Rijksweg 73                         | 51° 45' 57" NB, 4° 55' 26" OL | 1959/WN044 | Villa met art-nouveau-elementen |
| Winkel;Woonhuis                 | 1915            |             | Rijksweg 77                         | 51° 46' 5" NB, 4° 55' 25" OL  | 1959/WN045 | Winkel;Woonhuis                 |
| Woonhuis                        | 1915-1920       |             | Rijksweg 105                        | 51° 46' 12" NB, 4° 55' 20" OL | 1959/WN046 | Woonhuis                        |
| Wachtershuis                    | 1902            |             | Rijksweg 108                        | 51° 46' 14" NB, 4° 55' 25" OL | 1959/WN047 | Wachtershuis                    |
| Wachtershuis                    | 1902            |             | Rijksweg 110                        | 51° 46' 14" NB, 4° 55' 25" OL | 1959/WN048 | Upload foto                     |
| Wachtershuis                    | 1902            |             | Rijksweg 112                        | 51° 46' 14" NB, 4° 55' 25" OL | 1959/WN049 | Upload foto                     |

## Rijswijk
De plaats Rijswijk kent 6 gemeentelijke monumenten:
| Object                 | Bouwjaar       | Architect | Locatie          | Coördinaten                  | Nr.    | Afbeelding             |
| ---------------------- | -------------- | --------- | ---------------- | ---------------------------- | ------ | ---------------------- |
| Woonboerderij          |                |           | Dorpsstraat 46   | 51° 47' 59" NB, 5° 1' 26" OL | 1959/5 | Meer afbeeldingen      |
| Woonhuis               | ca 1890        |           | Maasdijk 13      | 51° 47' 52" NB, 5° 1' 44" OL | 1959/4 | Woonhuis               |
| Boerderij              |                |           | Maasdijk 14      | 51° 47' 52" NB, 5° 1' 43" OL | 1959/7 | Boerderij              |
| Hervormde kerk         | Begin 19e eeuw |           | Maasdijk 27      | 51° 47' 57" NB, 5° 1' 34" OL | 1959/2 | Hervormde kerk         |
| Woonhuis               | ca 1904        |           | Slagboomstraat 2 | 51° 47' 56" NB, 5° 1' 25" OL | 1959/6 | Woonhuis               |
| Voormalig schoolgebouw | 1904           |           | Slagboomstraat 4 | 51° 47' 56" NB, 5° 1' 25" OL | 1959/3 | Voormalig schoolgebouw |

## Sleeuwijk
De plaats Sleeuwijk kent 4 gemeentelijke monumenten:
| Object                                     | Bouwjaar        | Architect | Locatie              | Coördinaten                   | Nr.        | Afbeelding                                 |
| ------------------------------------------ | --------------- | --------- | -------------------- | ----------------------------- | ---------- | ------------------------------------------ |
| Dijkhuis                                   | circa 1890      |           | Kerkeinde 30         | 51° 49' 29" NB, 4° 55' 57" OL | 1959/WN050 | Dijkhuis                                   |
| Woonhuis                                   | 1871            |           | Kerkeinde 41         | 51° 49' 28" NB, 4° 55' 42" OL | 1959/WN051 | Woonhuis                                   |
| Woonhuis                                   | circa 1930-1940 |           | Rijksstraatweg 35    | 51° 48' 47" NB, 4° 57' 26" OL | 1959/WN052 | Woonhuis                                   |
| Woonhuis;Bedrijf met Chaletstijl elementen | circa 1910      |           | Rijksstraatweg 44-46 | 51° 48' 51" NB, 4° 57' 29" OL | 1959/WN053 | Woonhuis;Bedrijf met Chaletstijl elementen |

## Uitwijk
De plaats Uitwijk kent 5 gemeentelijke monumenten:
| Object        | Bouwjaar | Architect | Locatie           | Coördinaten                  | Nr.     | Afbeelding        |
| ------------- | -------- | --------- | ----------------- | ---------------------------- | ------- | ----------------- |
| Boerderij     |          |           | Langstraat 12     | 51° 47' 5" NB, 5° 0' 26" OL  | 1959/17 | Boerderij         |
| Woonhuis      |          |           | Pompstraat 8      | 51° 47' 5" NB, 5° 0' 30" OL  | 1959/15 | Woonhuis          |
| Woonboerderij |          |           | Uitwijksdijkje 1  | 51° 47' 12" NB, 5° 0' 29" OL | 1959/14 | Woonboerderij     |
| Boerderij     | 1930     |           | Uitwijksestraat 7 | 51° 47' 15" NB, 5° 0' 39" OL | 1959/16 | Boerderij         |
| Woonhuis      | 1750     |           | Heulstraat 5      | 51° 46' 58" NB, 5° 0' 45" OL | 1959/13 | Meer afbeeldingen |

## Werkendam
De plaats Werkendam kent 34 gemeentelijke monumenten, zie de lijst van gemeentelijke monumenten in Werkendam.
's-Hertogenbosch ·
Alphen-Chaam ·
Altena ·
Asten ·
Baarle-Nassau ·
Bergeijk ·
Bergen op Zoom ·
Bernheze ·
Best ·
Bladel ·
Boekel ·
Boxtel ·
Cranendonck ·
Deurne ·
Dongen ·
Drimmelen ·
Eersel ·
Eindhoven ·
Etten-Leur ·
Lijst van gemeentelijke monumenten in Geertruidenberg ·
Geldrop-Mierlo ·
Gemert-Bakel ·
Gilze en Rijen ·
Goirle ·
Halderberge ·
Heeze-Leende ·
Helmond ·
Heusden ·
Hilvarenbeek ·
Laarbeek ·
Land van Cuijk ·
Maashorst ·
Meierijstad ·
Moerdijk ·
Nuenen, Gerwen en Nederwetten ·
Oirschot ·
Oisterwijk ·
Oosterhout ·
Oss ·
Reusel-De Mierden ·
Roosendaal ·
Someren ·
Son en Breugel ·
Lijst van gemeentelijke monumenten in Steenbergen ·
Tilburg ·
Valkenswaard ·
Vught ·
Waalre ·
Waalwijk ·
Woensdrecht ·
Zundert